# Dorfkirche Groß Rossau

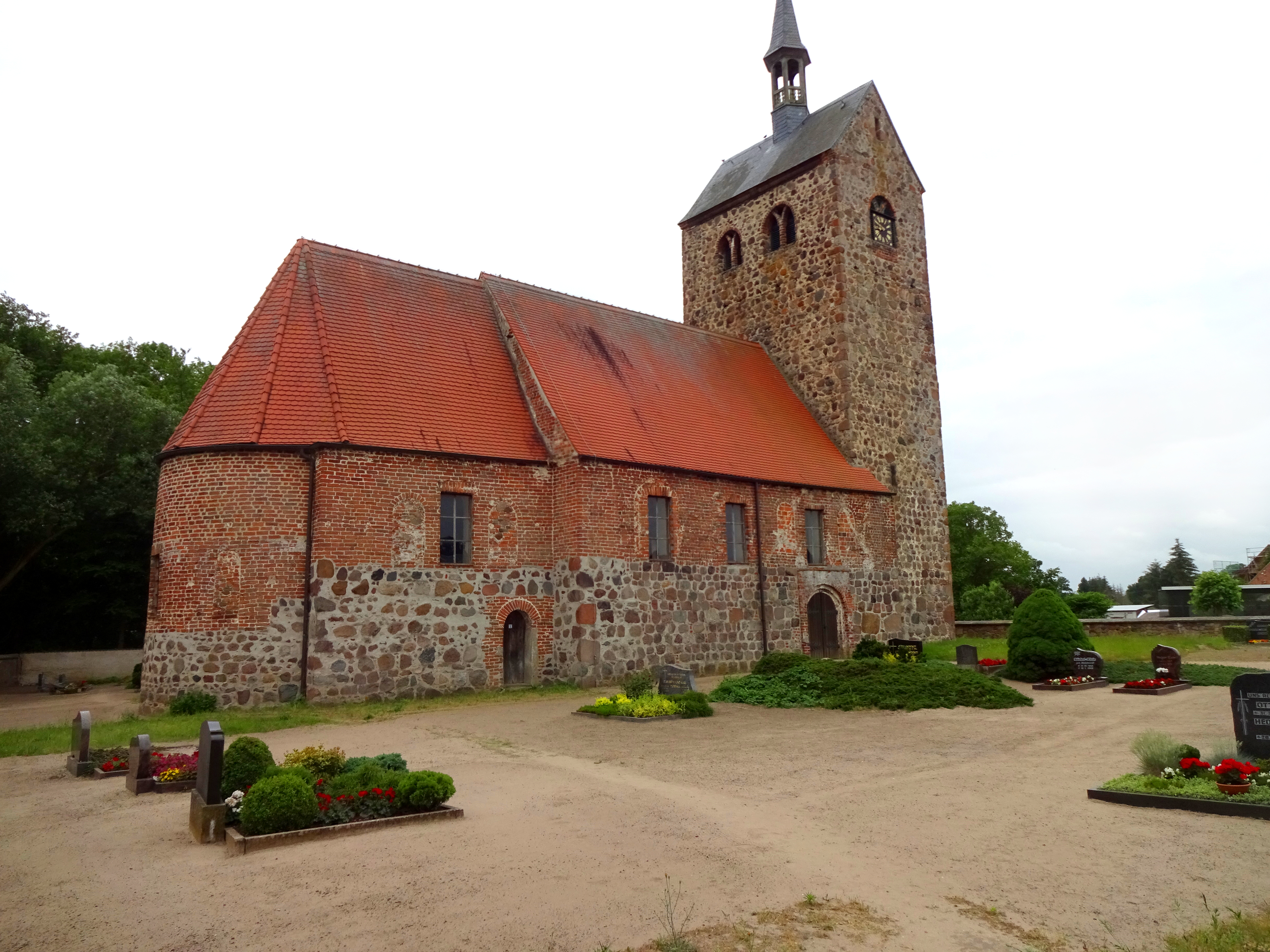
Kirche Groß Rossau

Die evangelische Dorfkirche Groß Rossau ist eine romanische Saalkirche im Ortsteil Groß Rossau von Osterburg (Altmark) im Landkreis Stendal in Sachsen-Anhalt. Sie gehört zur Kirchengemeinde Groß Rossau im Kirchenkreis Stendal der Evangelischen Kirche in Mitteldeutschland.
Siehe auch: Dorfkirche Rossau im Landkreis Mittelsachsen.

## Geschichte und Architektur
Die Kirche ist eine romanische Dorfkirche aus Feldsteinmauerwerk in vollständiger Anlage; sie besteht aus einem hohen rechteckigen Westturm mit Satteldach zwischen Giebeln, einem etwas breiteren Schiff, einem eingezogenen quadratischen Chor und einer halbkreisförmigen Apsis aus dem letzten Drittel des 12. Jahrhunderts, wurde aber mehrfach erneuert. Das Schiff, der Chor und die Apsis wurden in den unteren Teilen in Feldstein aufgeführt und in den oberen in Backstein weitergeführt. Von den romanischen Öffnungen sind die beiden westlichen Fenster an der Südseite  erhalten, alle anderen wurden verändert oder vermauert. An der Nordseite ist das Portal zum Schiff in einem rechteckigen Mauervorsprung angeordnet, in der Chorwand eine schlichte Priesterpforte. Die letzte Instandsetzung erfolgte in den Jahren 1957–1959.
Im Innern ist das Bauwerk flachgedeckt und mit Süd- und Nordempore versehen. Auf der Nordseite ist eine schlichte mittelalterliche Sakramentsnische mit originalem Türblatt und Beschlägen eingelassen.

## Ausstattung
Hauptstück der Ausstattung ist ein aus verschiedenen Teilen zusammengesetzter  hölzerner Altaraufsatz, der gefällige Säulenaufbau ist mit Rokokoornamenten versehen und mit den seitlichen Durchgängen in das Halbrund der Apsis eingebaut und auf das Jahr 1784 datiert; ein Gemälde von 1871 wurde gegen Ende der 1950er Jahre durch den hölzernen Kruzifixus ersetzt, der aus Calberwisch hierher gebracht wurde. Die Kartusche darüber zeigt das Wappen derer von Bismarck; als Bekrönung über dem Gebälk ist das Auge Gottes im Strahlenkranz zwischen einem Engel mit den Gesetzestafeln und einem Posaunenengel angeordnet. Eine künstlerisch wertvolle Kanzel im Spätrenaissancestil mit der Jahreszahl 1650 ist mit Gemälden Christus und den vier Evangelisten sowie von Petrus und Paulus an der Treppenbrüstung sowie einem Engel am Türblatt am Kanzelaufgang versehen.
Die Orgel ist ein Werk von Carl Böttcher, das bei der Instandsetzung der Kirche in den Jahren 1871–1877 in einen Prospekt im Rundbogenstil eingebaut wurde.
Die hölzerne Südempore mit Schnitzwerk besteht aus zwei Teilen, die Stützen und die Stockschwelle sind mit einer erhabenen Inschrift von einer zwischen 1660 und 1690 entstandenen Spätrenaissance-Empore versehen, die Brüstung wurde in der ersten Hälfte des 18. Jahrhunderts barock erneuert. Das Kastengestühl mit Gitterwerk stammt aus dem dritten Viertel des 17. Jahrhunderts, die anderen Kirchenbänke vermutlich aus dem 18. Jahrhundert. Ein Kopf Johannes des Täufers aus geschnitztem Holz, vermutlich von einer Johannesschüssel vom Ende des 15. Jahrhunderts befindet sich in der Klosterkirche Arendsee.
Eine Glocke wurde 1490 von Gerhard van Wou, dem Schöpfer der berühmtesten mittelalterlichen Großglocke Gloriosa geschaffen. Die zweite Glocke wurde nach einer Inschrift im Jahr 1588 von der Familie von Bismarck gestiftet.
Die Kirchhofsmauer aus Feldstein ist mit einem spätmittelalterlichen rundbogigen Friedhofsportal aus Backstein mit Durchfahrt und Fußgängerpforte versehen.